# Rivaldo Coetzee
Rivaldo Roberto Genino Coetzee, né le 16 octobre 1996 à Kakamas, est un footballeur international sud-africain. Il évolue au poste de défenseur avec les Mamelodi Sundowns.

## Carrière
- 2014-2017 : Ajax Cape Town ( Afrique du Sud)
- 2017- : Mamelodi Sundowns ( Afrique du Sud)